# Leonin (culoare)
Culoarea leonină (latină leoninus, leochromus) este o culoare brun-gălbuie sau gălbuie-roșcată, asemănătoare culorii blănii leului.

## Note

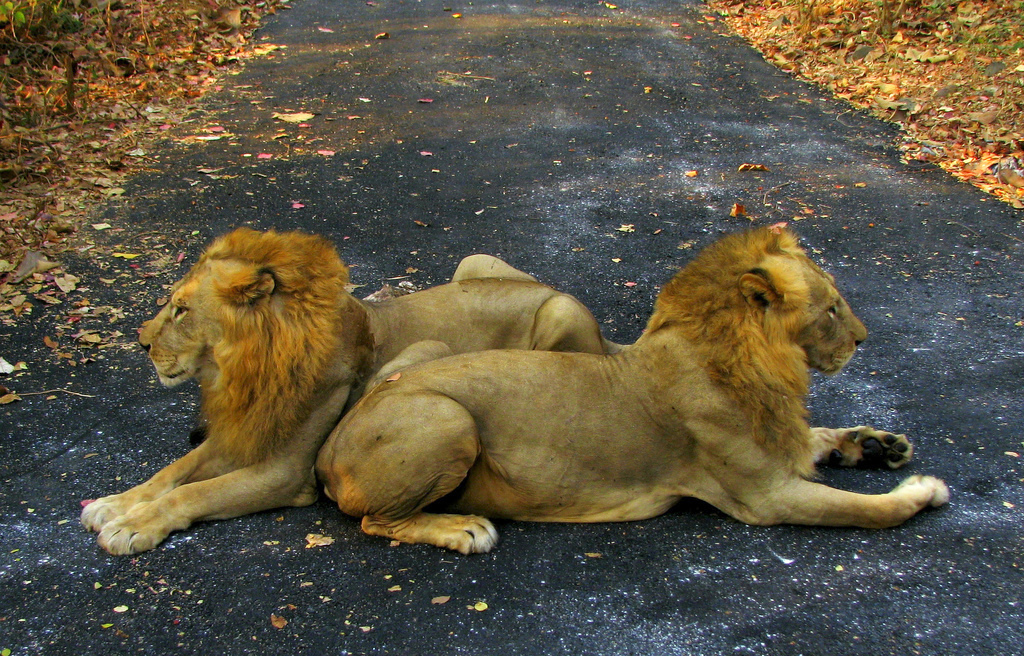
Culoarea leonină a blănii leului
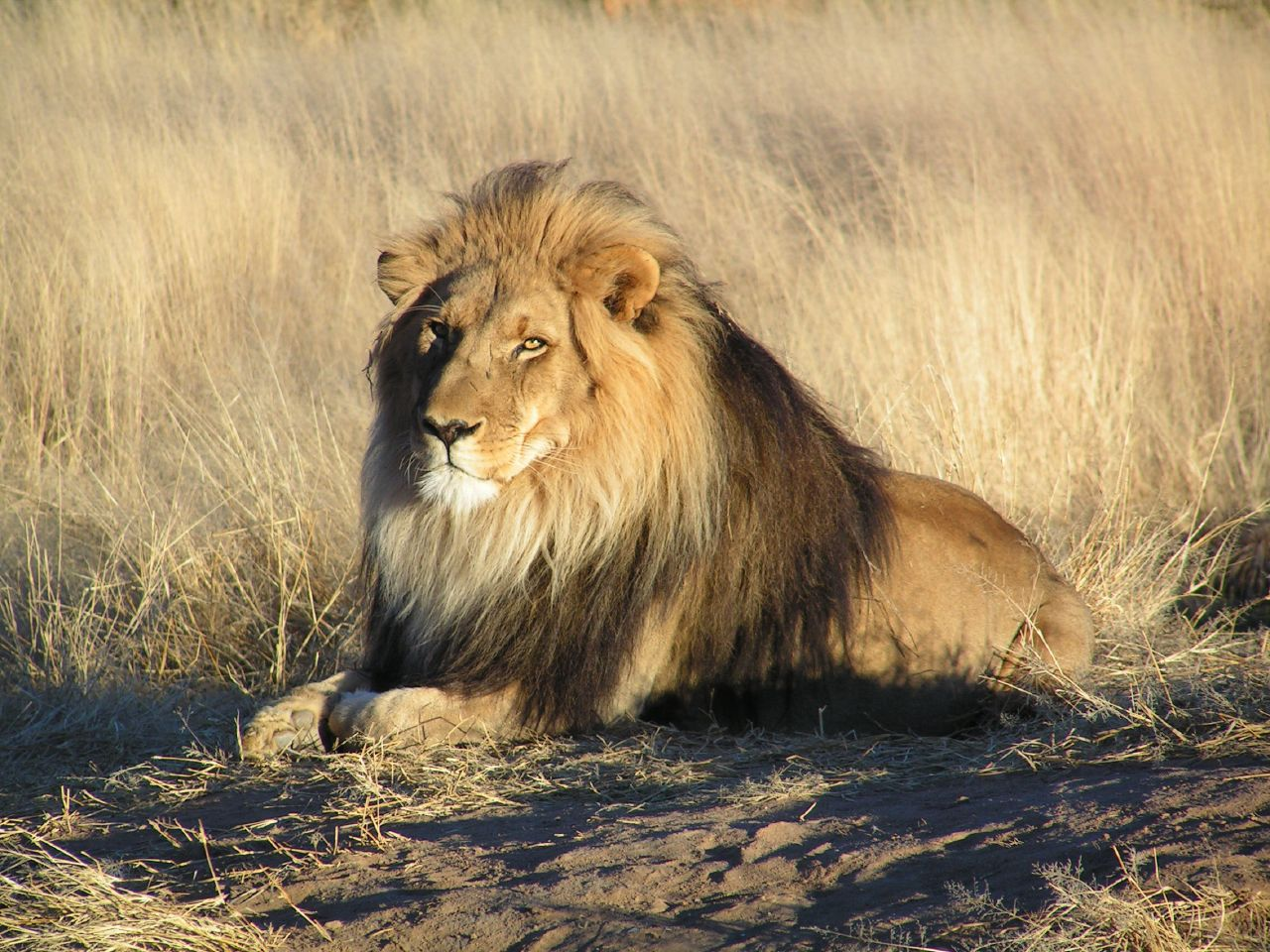
Leu